# رودلف ويبر
رودلف ويبر (بالألمانية: Rudolf Weber)‏ هو مبارز بالسيف نمساوي، (و. 1903  م).

## وصلات خارجية
- رودلف ويبر على موقع أوليمبيديا (الإنجليزية)